# Gymnotus carapo
Espèce
Gymnotus carapo, plus communément appelé "poisson-couteau à bandes", est l’espèce la mieux connue et la plus largement distribuée du genre Gymnotus, aussi appelés poissons-couteaux.
Gymnotus carapo a été décrit pour la première fois  en 1758. On retrouve ce poisson d’eau douce en Amérique du Sud et en Amérique centrale. 

## Description

### Morphologie
Comme tous les représentants du genre, Gymnotus carapo est facilement reconnaissable grâce à son corps allongé, subcylindrique ou cylindrique en forme d'anguille. C’est à cette forme que les Gymnotus doivent leur nom de nom poisson couteau (knife-fish).
L’espèce se démarque par l’absence de nageoires dorsale, pelviennes et adipeuses, et une nageoire caudale fortement réduite. Le poisson utilise la nageoire anale pour se déplacer. Il utilise des ondulations rapides au niveau de sa nageoire anale pour aller vers l’avant ou vers l’arrière. 
Les individus atteignent une taille adulte généralement comprise entre 15 et 40 cm, avec un maximum observé de 76 cm. La partie post-crânienne du corps est recouverte d’écailles cycloïdes, aux couleurs alternantes en bandes obliques sombres et pâles, l’ensemble oscillant généralement entre plusieurs nuances de brun. Le contraste bande-interbande s’intensifie sur la face ventrale de l’animal, principalement chez les individus juvéniles. Il s’agit aussi de l’une des caractéristiques permettant de différencier les différentes espèces de Gymnotus entre elles. 
La vessie natatoire peut être modifiée en cas d’environnement pollué ou de baisse d’oxygène et servir d’organe respiratoire. Cela peut aussi faciliter la survie de l’animal en cas de sécheresse ou en fin de saison des pluies. 

### Organes électriques
La capacité de ce poisson d’eau douce à générer un champ électrique a été étudiée dès 1838 par Michael Faraday. En plus de lui permettre de se déplacer en eaux turbides (électrolocalisation), il joue un rôle dans les comportements sociaux et défensifs de l’animal.
Se manifestant habituellement par une série continue d'impulsions de basse tension avec une fréquence de 30-70 Hz et une amplitude de 200 mV, le signal peut également répondre à de nombreux types de stimuli par de fortes augmentations de fréquence.

## Comportement
Les études sur le comportement social des Gymnotus sont rares. Une étude par Box & Westby (1970) sur le comportement de quatre groupes distincts de deux poissons dans une situation expérimentale a permis de mettre en relation certains aspects de l'activité électrique avec des composantes du comportement agonistique. 

### Social
Les Gymnotus sont généralement très agressifs envers leurs congénères. On ne peut pas laisser un couple de Gymnotus ensemble en captivité sans qu’ils ne risquent de s’attaquer. 
Il s’agit de prédateurs nocturnes et très territoriaux, bien que d’allure lente et stagnante hors période de chasse.

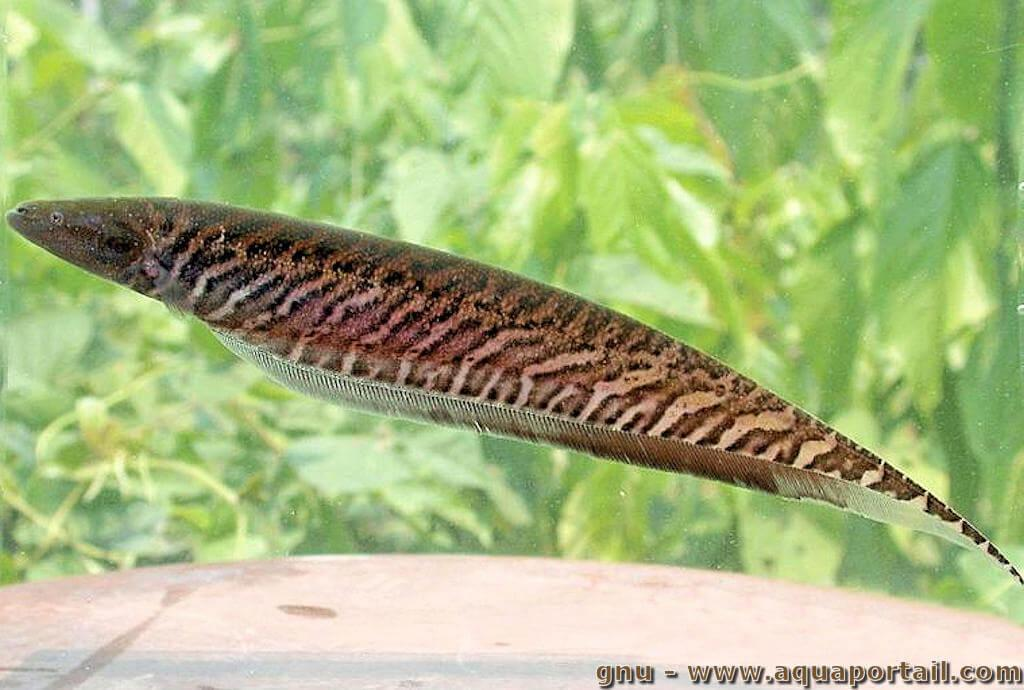
Gymnotus carapo en aquarium

### Lié aux organes électriques
L’étude de Box et Westby avait mis en évidence que le comportement agressif des Gymnotus carapo était corrélée au temps passé en silence électrique. En effet, la fréquence d'émission d'impulsions mesurée avant l'expérience se trouvait directement liée à l'ampleur du comportement agressif manifesté lors des interactions avec les animaux.  Ainsi, activité et fréquence des impulsions sont donc positivement corrélées chez ces poissons.
La capacité des Gymnotus carapo à percevoir les signaux électriques, même les plus faibles (moins de 1V) semble jouer un rôle dans leurs comportements. En ayant recours à l’électrolocalisation, ces poissons peuvent circuler dans l’obscurité, percevoir leur entourage, leurs proies mais aussi leurs prédateurs. Cette adaptation est aussi très utile pour communiquer entre Gymnotus et trouver des partenaires sexuels. 
De la même manière, l’individu est capable de discerner un "voisin amical" d'un "étranger potentiellement menaçant" uniquement grâce à la forme d'onde de la décharge électrique des organes.

## Alimentation
Les Gymnotus carapo s'installent généralement près des berges de la rivière pendant la journée et se nourrissent la nuit, consommant un large éventail d'éléments, allant des débris de matières végétales, passant par les poissons, aux invertébrés (vers, crevettes).

## Distribution
Ce poisson d'eau douce a une mauvaise vue et vit généralement dans des eaux turbides et peu profondes. L’espèce résiste bien aux sècheresses grâce à ses capacités de survie dans des habitats à faible teneur en oxygène (en respirant l'air directement à la surface de l'eau).
Poisson endémique de l’Amérique du Sud, il préfère habituellement les lagunes, les petits affluents et les marécages d'eau noire. Il arrive aussi de les retrouver dans les lacs de haute altitude d’Amérique centrale. C’est dans le bassin Amazonien que l’on retrouve la plus grande diversité d’espèce du genre Gymnotus.

## Taxonomie et phylogénie
Pendant longtemps on pensait que seule l’espèce Gymnotus carapo existait chez les Gymnotus. Ainsi, la majorité des spécimens de Gymnotus sont identifiés en tant que Gymnotus carapo dans les collections des musées sans soucis de leur apparence ou origine.